# Orcd
Orcd – ósmy album japońskiej grupy muzycznej Orange Range, wydany 20 października 2010. Pochodzą z niego single "Uturusanu" (ウトゥルサヌ) i Ya Ya Ya" (ヤーヤーヤー).

## Lista utworów
CD
1. "Ya Ya Ya"
2. "Giga Palooza"
3. "Gekka Raifu"
4. "Uturusanu"
5. "Konya Wa Tonight"
6. "Ima Sugu My Way"
7. "Kaze Tomorasu"
8. "Koi No Merry Go Round"
9. "2 Kagetsu Buri no Holiday"
10. "Sakura"
11. "Insane"
12. "Five Mic"